# یواس‌اس اژیر (ای‌اس-۲۳)
یواس‌اس اژیر (ای‌اس-۲۳) (به انگلیسی: USS Aegir (AS-23)) یک زیردریایی بود که طول آن ۴۹۲ فوت (۱۵۰ متر) بود. این زیردریایی در سال ۱۹۴۳ ساخته شد.